# Principio de Hamilton modificado
El principio de Hamilton modificado es un principio variacional similar al principio de Hamilton, pero aplicado a la formulación hamiltoniana de la mecánica en vez de a la lagragiana. 

## Significado físico y formulación matemática
El principio de Hamilton modificado dice que en sistemas como los descritos anteriormente, usualmente llamados monógenos, el movimiento del sistema entre el tiempo {\displaystyle t1} y {\displaystyle t2} es tal que la integral de línea : 

{\displaystyle \delta I=\delta \int _{t_{1}}^{t_{2}}L(q(t),{\dot {q}}(t),t)dt=0,}

que puede expresarse, mediante la transformada de Legendre en la siguiente expresión que emplea el hamiltoniano,

{\displaystyle \delta I=\delta \int _{t_{1}}^{t_{2}}(p_{i}{\dot {q_{i}}}-H(q(t),p(t),t))dt=0,}

tiene un valor estacionario para el camino del movimiento correcto.
El principal interés del principio de Hamilton modificado es que a partir de él se pueden obtener las ecuaciones canónicas del movimiento [Goldstein, 2000:353,354] utilizando las 2n ecuaciones de Euler-Lagrange, siendo n los grados de libertad del sistema y equiparando {\displaystyle p_{i}{\dot {q_{i}}}-H(q(t),p(t),t)} a una función {\displaystyle f(q,{\dot {q}},p,{\dot {p}},t)} dependiente de las posiciones, los momentos y sus derivadas primeras.

{\displaystyle \delta I=\delta \int _{t_{1}}^{t_{2}}f(q,{\dot {q}},p,{\dot {p}},t)dt=0,}

Se realiza el planteamiento de las ecuaciones de Euler-Lagrange,

{\displaystyle {d \over dt}\left({\partial f \over \partial {\dot {q_{j}}}}\right)-{\partial f \over \partial q_{j}}=0;j=1,...,n}

{\displaystyle {d \over dt}\left({\partial f \over \partial {\dot {p_{j}}}}\right)-{\partial f \over \partial p_{j}}=0;j=1,...,n}

De la primera de ellas se obtiene la ecuación canónica:

{\displaystyle {\dot {p_{j}}}+{\partial H \over \partial q_{j}}=0,}

{\displaystyle {\partial H \over \partial q_{j}}=-{\dot {p_{j}}}.}

mientras que de la segunda se obtiene:

{\displaystyle {\dot {q_{j}}}-{\partial H \over \partial p_{j}}=0,}

{\displaystyle {\partial H \over \partial p_{j}}={\dot {q_{j}}}.}